# Округ Хенри (Тенеси)
Округ Хенри (енгл. Henry County) је округ у америчкој савезној држави Тенеси.

## Демографија
По попису из 2010. године број становника је 32.330, што је 1.215 (3,9%) становника више него 2000. године.
| Група             | 2000.          | 2010.          |
| Белци             | 27.596 (88,7%) | 28.522 (88,2%) |
| Афроамериканци    | 2.787 (9,0%)   | 2.599 (8,0%)   |
| Азијати           | 86 (0,3%)      | 95 (0,3%)      |
| Хиспаноамериканци | 311 (1,0%)     | 553 (1,7%)     |
| Укупно            | 31.115         | 32.330         |